# Zyklon Harold

Harold quert Vanuatu zwischen 5. und 6. April

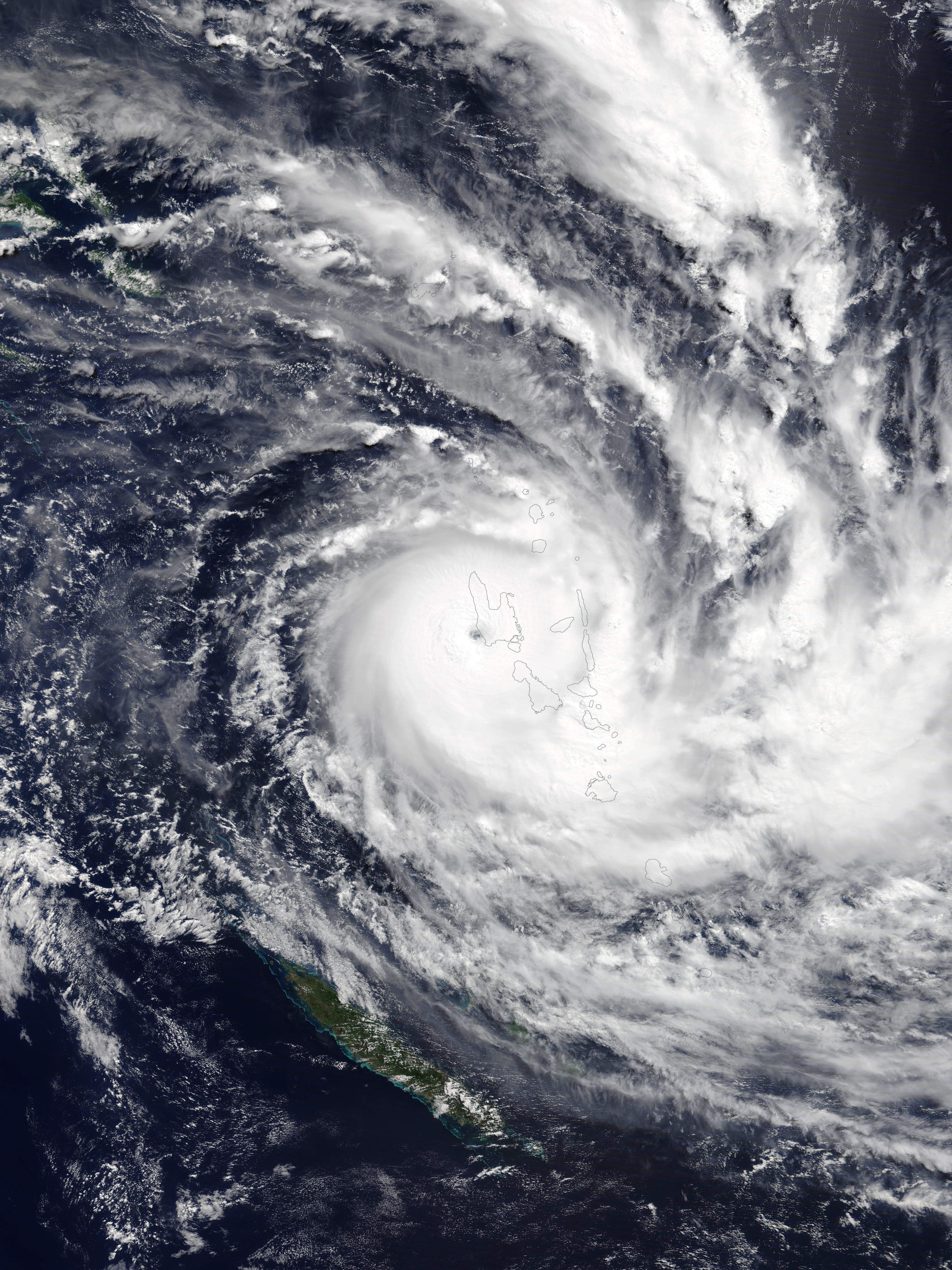
Harold vor seiner ersten Berührung mit dem Festland am 4. April bei Espiritu Santo in Vanuatu

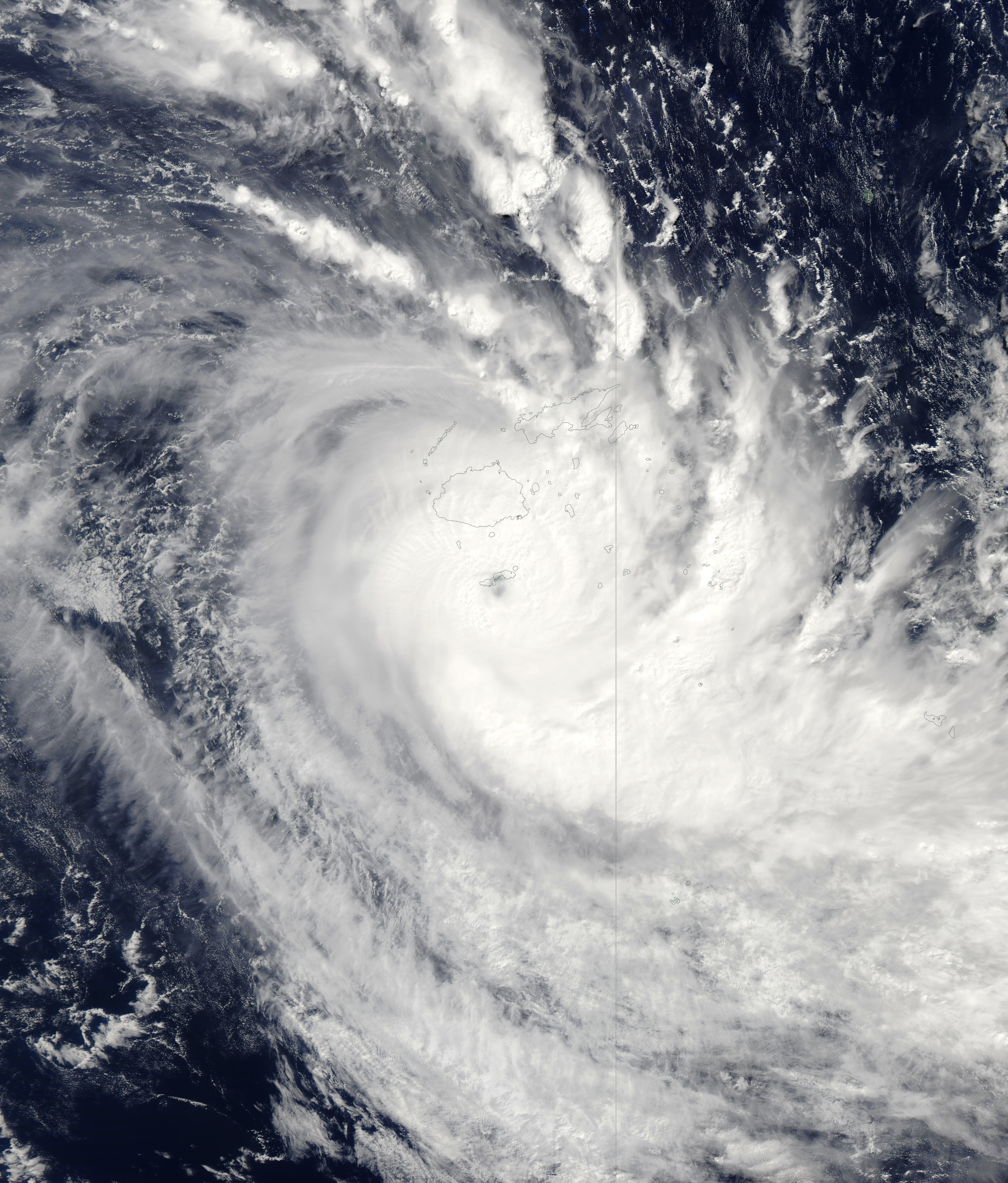
Harold über Kadavu in Fidschi am 8. April

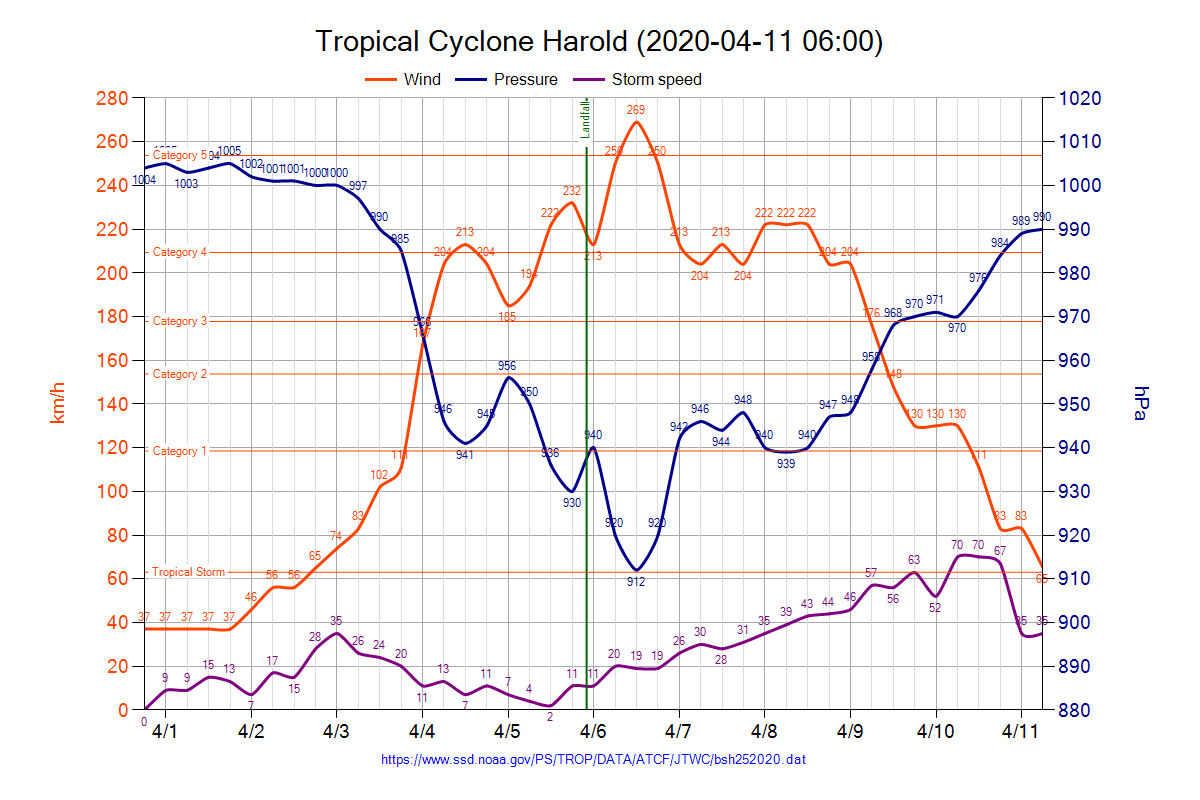

Zyklon Harold war ein starker Zyklon, der im April 2020 Zerstörungen in Vanuatu, Fidschi, Tonga und auf den Salomonen verursacht hat.
Nachdem der Zyklon bereits auf den Salomonen schwere Schäden verursacht hatte, querte er Vanuatu und Fidschi. Vanuatu zählte zu dem Zeitpunkt zu den wenigen Ländern weltweit, die bisher noch keine Covid-19-Infektionen gemeldet hatten. Das erschwerte internationale Hilfsaktionen, da befürchtet wurde, damit das neuartige Virus einzuschleppen.